# Tantilla cascadae
Tantilla cascadae là một loài rắn trong họ Rắn nước. Loài này được Wilson & Meyer mô tả khoa học đầu tiên năm 1981.